# Hans-Ulrich Wehler
Hans-Ulrich Wehler, né le 11 septembre 1931 à Freudenberg près de Siegen et mort le 5 juillet 2014 à Bielefeld, est un historien allemand. Son ouvrage en cinq tomes Deutsche Gesellschaftsgeschichte fait office de référence pour ce qui concerne l'histoire de la société allemande entre le milieu du XVIIIe siècle et 1990.

## Biographie
Il grandit au temps du national-socialisme à Gummersbach. Il rencontre Jürgen Habermas, son ainé de deux ans, aux jeunesses hitlériennes. Ils fréquentent ensuite le même lycée. En 1952, Wehler passe son Abitur. Il étudie l’histoire et la sociologie et l'économie aux universités de Cologne, Bonn et Athens (États-Unis).
Il obtient son doctorat en 1960, sous la direction de Theodor Schieder. Sa thèse porte sur « La social-démocratie et l'État-Nation entre 1840 et 1914 ». Il assiste ensuite Schieder à la préparation de ses séminaires historiques. En 1964, sa première tentative pour obtenir l'habilitation d’État avec un mémoire sur La Montée de l'impérialisme américain de 1865 à 1900 est rejetée par l'université de Cologne. Sa seconde tentative en 1967 avec un mémoire sur « Bismarck et l'impérialisme » rencontre aussi des résistances au sein de la commission d'habilitation. Après un colloque sur  « Clausewitz et le développement de la guerre totale » son habilitation est finalement acceptée avec une faible majorité.
Après son admission à l'enseignement supérieur, en 1968 il est resté jusqu'en 1970 en qualité de chargé de cours (Privat-Dozent) à Cologne. En 1970, il devient professeur d'histoire américaine à l'Université libre de Berlin. Puis de 1971 à 1996, il devient professeur d'histoire générale à l’Université de Bielefeld, où il est parmi les fondateurs de l’école qui en porte le nom, en remettant la dimension sociale au centre de la réflexion historique. Il est professeur invité (visiting professor) dans des universités américaines de renom (Harvard, Princeton, Stanford, Yale) ainsi qu'à l'université de Berne.

## Œuvre
Au lendemain de la Seconde Guerre mondiale, les travaux de Wehler ont durablement bousculé l’establishment académique allemand, instaurant le « social » et la « société », jusqu’alors méprisés, comme de véritables objets d’analyse historique, et permettant du même geste un élargissement méthodologique de l’histoire à la sociologie. En 1975, il est cofondateur de Geschichte und Gesellschaft, un journal cherchant donc à associer l'histoire et la société. Les structures et les processus lui semblent plus importants que les décisions de personnes isolées. Cette approche est sévèrement critiquée parmi les historiens plus conservateurs. Il reprend de Max Weber non pas ses résultats, mais sa méthodologie de questionnement et ses concepts de base.
Ces concepts ont des répercussions dans de nombreux travaux de l'époque. En 1973, il publie « Das Deutsche Kaiserreich 1871–1918 » (L'empire allemand de 1871 à 1918), qui attire beaucoup l'attention. Il y expose sa vision structurelle de l'histoire. À côté de la mise en avant des processus sociaux-économiques, sa thèse d'un Sonderweg (chemin à part) dans l'histoire de l'Allemagne joue un rôle majeur. Même si elle est ensuite en partie réfutée, cette idée a engendré de nombreuses recherches au niveau international sur l'Empire allemand et a durablement marqué les esprits en Allemagne.
Grand spécialiste de l’Allemagne du XIXe siècle, Wehler a développé une réflexion poussée sur la société allemande, ancrée dans la sociologie de Max Weber et organisée autour de trois axes majeurs : le pouvoir, l’économie et la culture.
Après de nombreuses publications sur l'impérialisme américain, mais aussi sur des questions théoriques, paraît en 1987 le premier tome de Deutsche Gesellschaftsgeschichte. Cet ouvrage analyse l'histoire allemande à partir d'environ 1700 sous un point de vue influencé par Max Weber. Avec la parution en 2008 du cinquième tome, Wehler est parvenu à achever sa saga en traitant, cette fois-ci, la période allant de 1949 à 1990. L'ouvrage dans sa globalité cherche à donner une idée de l'« Histoire totale » et a pour cela une unité et une cohérence. Il commence par donner un aperçu du développement démographique avant d'analyser l'économie, la structure sociale, la politique et la culture. Bien qu'il fasse office d'ouvrage de référence, certaines de ses parties sont sujettes à de vives controverses. Parmi celles-ci, la tentative de Wehler de donner une explication au succès du national-socialisme grâce au concept de charisme développé par Max Weber.

## Contribution au débat public
En plus de ses travaux en Histoire, Wehler a pris part à de nombreux débats historico-politiques. Il est notamment intervenu dans la querelle des historiens (Historikerstreit), portant sur la place à accorder à la Shoah dans l'histoire allemande et déclenchée par Ernst Nolte. Wehler est avec Jürgen Habermas l'un des principaux opposants à la thèse de Nolte. En 1989, Wehler remet de l'huile sur le feu. Il prend également parti dans le débat autour des thèses de Daniel Goldhagen.
En 2002, Wehler manifeste clairement son opposition à l'entrée de la Turquie dans l'Union européenne,. La même année, il expose ses nouvelles vues sur la Wehrmacht.
En 2003, il critique le système éducatif du Land de Rhénanie-du-Nord-Westphalie. En 2007, dans un contexte de polémique à propos de la construction d'une grande mosquée à Cologne par le DITIB, il déclare que « cela permettrait enfin de mener une discussion sur la place des Musulmans en Allemagne ». Il considère en effet que la position du DITIB mène « à la formation d'une sous-structure propre empêchant de fait toute assimilation ».
Dans une critique parue dans Die Zeit, Wehler attaque de nombreux points du livre de Thilo Sarrazin Deutschland schafft sich ab (« L'Allemagne se renie »), mais défend dans l'ensemble l'ouvrage contre les critiques systématiques, et infondées, que Wehler considère comme des atteintes à la liberté d'expression.
Wehler critique également le discours controversé du président allemand Christian Wulff prononcé lors du 20e anniversaire de la réunification allemande, le 3 octobre 2010, où ce dernier a déclaré que l'Islam fait partie de l'Allemagne. Wehler écrit dans le Tagesspiegel : « L'Islam a toujours été un ennemi de cette Europe. Il n'est pas devenu une partie de la culture ou de la société allemande, et le Droit, les politiques ou l'esprit de la constitution n'y changent rien. ».

## Distinction
Wehler a reçu de nombreux honneurs : en 1999, il est fait membre d'honneur de l'American Historical Association, la plus grande association historique américaine. Il reçoit cet honneur au titre du fait : « Dans l'après-guerre, aucun historien allemand vivant n'a fait plus que lui pour la renaissance de l'étude de l'histoire moderne allemande. »“. Il est le 8e historien allemand à recevoir cet honneur, ces prédécesseurs étaient : Leopold von Ranke (1885), Theodor Mommsen (1900), Friedrich Meinecke (1947), Franz Schnabel (1952), Gerhard Ritter (1959), Fritz Fischer (1984) et Karl Bosl (1990).
En 2003, il reçoit le prix du land de Rhénanie-du-Nord-Westphalie. En 2004, il est élu sénateur d'honneur de l'université de Bielefeld. La même année, il reçoit la très prestigieuse médaille Helmholtz de l'académie des sciences Berlin-Brandenbourg.